# خوسيه أوقستو فريتاس سوزا
خوسيه أوقستو فريتاس سوزا هو لاعب كرة قدم برازيلي، ولد في 2 أغسطس 1978. لعب مع نادي الحزم ونادي القادسية ونادي إيتوانو ونادي إيكاسا ونادي بوسان أي بارك ونادي سيارا ونادي فورتاليزا.

## وصلات خارجية
- خوسيه أوقستو فريتاس سوزا على موقع دوري كوريا الجنوبية (الإنجليزية)
- خوسيه أوقستو فريتاس سوزا على موقع قاعدة بيانات كرة القدم.إي يو (الإنجليزية)